# 王泗镇
王泗镇，是中华人民共和国四川省成都市大邑县下辖的一个乡镇级行政单位。2019年12月，将原三岔镇梅花社区、庆余村、三柏村、东升村、七一村、白衣村、涌泉村、永乐村所属行政区域划归王泗镇管辖。将王泗镇黄土村、义兴村所属行政区域划归晋原街道管辖；将王泗镇西安村、灯笼社区、杨店村、李安村、龙桥村、丰都村、文笔村所属行政区域划归新场镇管辖。

## 行政区划
王泗镇下辖以下地区：
新庆社区、灯笼社区、且埂村、飞羊村、福田村、庙湾村、尚河村、静林村、孟姜村、黎安村、五家村、西安村、龙桥村、李安村、杨店村、丰都村、文笔村、黄土村和义兴村。
2019年12月调整后，王泗镇辖梅花社区、福田社区、新庆社区、庆余村、三柏村、东升村、七一村、白衣村、涌泉村、永乐村、且埂村、飞羊村、五家村、庙湾村、尚河村、孟姜村、黎庵村、静林村所属行政区域。

## 特产
王泗白酒：中国地理标志产品。